# خروبة تونسية

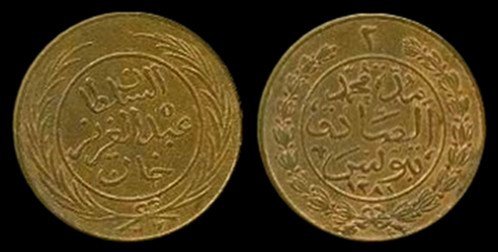
قطعة نقدية من فئة خروبتين (2)، ضربت في تونس عام 1281 هـ \ 1864 م، في عهد محمد الصادق باي

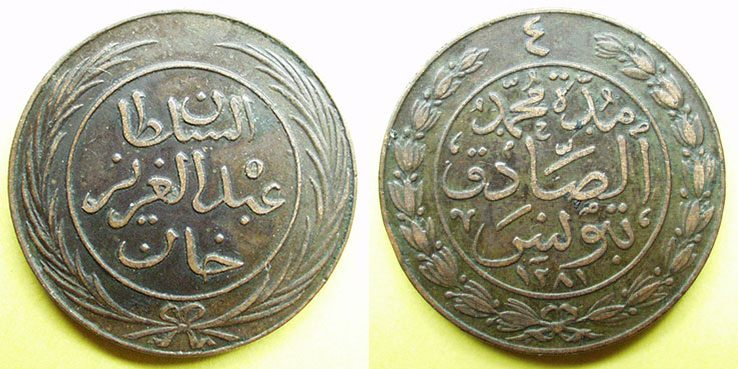
قطعة نقدية من فئة 4 خروبات، ضربت في تونس عام 1281 هـ \ 1864 م، في عهد محمد الصادق باي

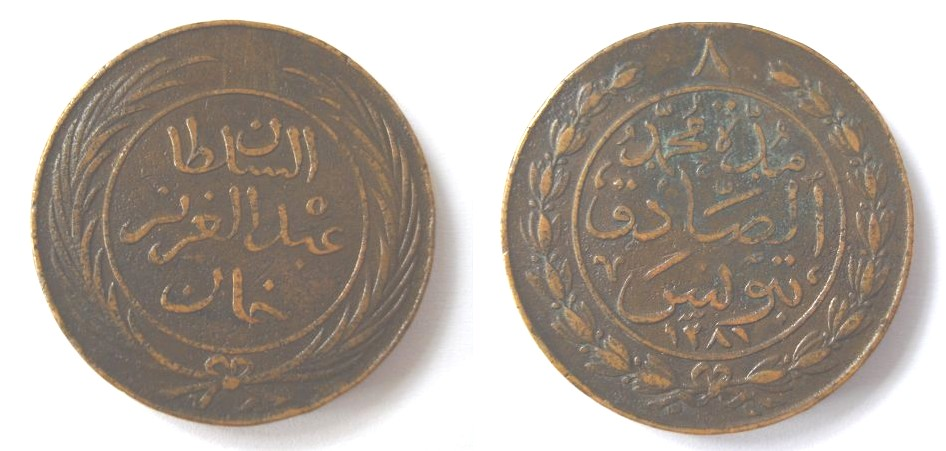
قطعة نقدية من فئة 8 خروبات، ضربت في تونس عام 1281 هـ \ 1864 م، في عهد محمد الصادق باي

الخرّوبة تقسيم نقدي تونسي قديم، كان يمثل ربع ربع ريال (جزء من 16) اعتمد إلى سنة 1891.